# سنس سوسی، نیو ساوت ولز
سنس سوسی (به انگلیسی: Sans Souci) یک حومه شهر در استرالیا است که در نیو ساوت ولز واقع شده‌است.